# ميخائيل كوستا
ميخائيل كوستا (بالإنجليزية: Michael Costa)‏ هو نقابي وسياسي أسترالي، ولد في 15 يوليو 1956 في نيوكاسل في أستراليا. حزبياً، نشط في حزب العمال الأسترالي. وقد انتخب عضو المجلس التشريعي نيو ساوث ويلز وانتخب Ministry for Police and Emergency Services (New South Wales) ‏ وانتخب Treasurer of New South Wales ‏.